# Vaprio d'Adda
Vaprio d'Adda (en dialecto local Vàvar) es un municipio italiano de 6639 habitantes perteneciente a la provincia de Milán. Está atravesado por el canal de la Martesana
El municipio surgió a mitad del camino entre Bérgamo y Milán, y está situado en la zona fronteriza entre las dos provincias, señalado por el río Adda, hacia el lado milanés.

## Evolución demográfica
| Gráfica de evolución demográfica de Vaprio d'Adda entre 1861 y 2001 |
|                                                                     |
| Fuente ISTAT - elaboración gráfica de Wikipedia                     |

## Lugares de interés
Presente edificios, religiosos y civiles, de notable interés artístico e histórico, como:
- Los restos de la iglesia de san Bernardino datables del periodo romano tardío;
- La iglesia románica de san Colombano, siglo XII;
- La iglesia parroquial neoclásica dedicada a los santos Pedro y Pablo, edificada en el siglo XIX sobre proyecto de Luigi Cagnola y sede del gran órgano “Bernasconi”, recientemente restaurado;
- La Villa Melzi donde Leonardo da Vinci permaneció para sus estudios sobre la canalización de las aguas milanesas y donde tomó como discípulo predilecto a Francesco Melzi D’Eril (los restos de su presencia están atestiguados por escritos y dibujos así como un fresco sobre un gran tondo que representa a la Virgen con el Niño y aunque no es atribuible directamente al mismo Leonardo sí es de su escuela);
- La Villa Castelbarco, actualmente sede de un Ente Fiera de Arte y Cultura;
- Otras villas de los siglos XVIII y XIX: Villa Monti Robecchi, Villa Pizzi, Ville Archinto, Villa Visconti di Modrone, Villa Paleni;
- El histórico establecimiento Duca Visconti di Modrone, fundado en el 1839.